# Brian Ledbetter
Brian Richard Ledbetter (San Diego, 18 novembre 1963) è un velista statunitense, vincitore della medaglia d'argento nella classe Finn a Barcellona 1992.
Precedentemente aveva rappresentato gli Stati Uniti anche a Seul 1988, dove si classificò decimo, nel 1990 vinse una medaglia d'oro ai Goodwill Games.
Nel 2003, in occasione della America's Cup 2003, fu il responsabile delle operazioni del sindacato One World, con sede a Seattle, che superò la fase a gironi della Luois Vuitton Cup raggiungendo i ripescaggi delle semifinali.

## Palmarès
- Giochi olimpici

Barcellona 1992: argento nella classe Finn.